# Lil' Infinity
「Lil' Infinity」（リル インフィニティ）はAAAの44枚目のシングル。2015年2月25日にavex traxから発売された。

## 概要
- 前作「I'll be there」から約1ヶ月ぶりの発売となる。
- 宇野からの歌い出し。
- CD盤、ミュージックカード盤の2形態で発売。DVD盤は発売しない。
- CD盤には世界初となる「AR技術による3Dキャプチャードール」が封入される。
- mu-mo盤ではLIVE応募チケット付き。7ヶ月連続シングルリリース企画で全シングル買うと9/13・14に行われる『AAA10周年スペシャルLIVEイベント』へ参加出来るLIVE応募チケット付き。
- 2015年9月のデビュー10周年に向かって、10周年イヤーを飾る7ヶ月連続シングルリリース企画の第2弾でミディアムナンバー[1]。ミュージックビデオも制作されているがCDのみと発売となっているため、本シングルには収録はされていない。2015年9月16日発売の4thベストアルバム「AAA 10th ANNIVERSARY BEST」のDVDに収録されている。
- 7ヶ月連続シングルリリース企画の対象となっている、第1弾の43rdシングル「I'll be there」から第7弾の49thシングル「LOVER」のジャケットを全て並べるとATTACK ALL AROUND（アタック・オール・アラウンド）の文字が出てくる仕掛けとなっている。CDの帯も同様な仕掛けがある。

## ミュージック・ビデオ
ミュージック・ビデオは楽曲にちなみ、"一期一会のハッピーな出会い"をテーマに制作が行われた。ストーリーも設けられ、とある終着駅（始発駅）で偶然出会った7人が一晩みんなで過ごすことになり、明日になれば7人それぞれ向かう場所がある中で一期一会を祝してパーティーを楽しむ7人の姿が描かれた。
メンバーが自力で静止した一時停止のパーティシーンやダンスシーンなども収められている。

## 収録曲

### CD
1. Lil' Infinity [5:29]
(作詞：小松レナ / Rap詞：Mitsuhiro Hidaka / 作曲：渡辺徹 / 編曲：ArmySlick）
20世紀フォックス配給映画「きっと、星のせいじゃない。」日本版イメージソング。この映画のために書き下ろされた楽曲である[3]。
宇野はこの曲について、「人と人とのつながりや出会い、大切な人との運命を温かく歌った楽曲です。」とコメントしている[4]。
読売ジャイアンツの選手で立岡宗一郎選手の登場曲である。
2. Lil' Infinity (Instrumental) [5:26]

### ミュージック・カード
1. Lil' Infinity